# دشت قزوین
دشت قزوین در استان قزوین واقع شده‌است؛ و از نظر پیشینه تاریخی، محصولات کشاورزی و گونه‌های جانوری، اهمیت اقتصادی و تاریخی بسیار مهمی در میان دشت‌های ایران دارد. به گونه‌ای که بسیاری از باستان شناسان ایرانی بر این باورند تمدن کشاورزی جهان از دشت قزوین آغاز نشده است و سپس به شرق و قلب فلات ایران و دیگر نقاط جهان گسترش نیافته‌است.

## موقعیت جغرافیایی
دشت قزوین از شمال به رشته کوه البرز، از غرب به کوه‌های چهارگر و از جنوب به کوه‌های رامند محاط شده‌است. بخش شرقی دشت قزوین به جلگه تهران می‌پیوندد. نواحی کوهستانی البرز، چهارگر و رامند به شکل نعل اسب منطقه دشت قزوین را محاط کرده‌اند.

### گردنه‌ها
به علت وجود سلسله جبال اطراف دشت قزوین، به جز نواحی شرقی، امکان دسترسی به این دشت فقط از طریق گردنه‌های کوهستانی موجود می‌باشد؛ که از میان آن‌ها گردنه‌های آلو چشمه و سلمبار بین قزوین و نتکابن، گردنه‌های کوهین وملا علی بین قزوین و منجیل، گردنه و مجرای ابهررود بین قزوین و زنجان، گردنه‌های آوج بین قزوین و همدان، جز مهم‌ترین مسیرها برای دسترسی به دشت قزوین محسوب می‌شوند.
- گردنه قسطینلار

### رودخانه‌ها
رودخانه‌های دشت قزوین از سلسله جبال اطراف آن سرچشمه گرفته و به سمت دشت قزوین جاری می‌شوند. از جمله رودخانه‌هایی که در دشت قزوین جاری می‌شوند می‌توان خر رود، ابهررورد، رودخانه حاجی عرب، خرقان رود و آوه رود را نام برد.

## آب و هوا
دشت قزوین بر عکس آب و هوای کوهستانی اطرافش در زمستان هوایی سرد و در تابستان نیز هوایی گرم دارد.

## اهمیت اقتصادی
به علت اهمیت ویژه دشت قزوین، این منطقه اولین دشت ایران است که دارای ردیف بودجه در کشور می‌باشد.

## پیشینه تاریخی

### تپه‌های سگز آباد
تپه زاغه واقع در بخش جنوبی دشت قزوین در منطقه بوئین زهرا یکی از تپه‌های باستانی ایران می‌باشد که به هزاره ششم و هفتم پیش از میلاد بازمی‌گردد. این تپه نخستین بار توسط دکتر نگهبان مورد بررسی و حفاری قرار گرفت و مجموعاً ۲۱ خانه از آن بیرون آمد که بیشتر آن‌ها خشتی بودند.

قبرستان دشت قزوین در حدود شش کیلومتری روستای سگزآباد قرار دارد؛ در این محوطه تعدادی ساختمان مسکونی، کارگاه‌های سفالگری و فلز کاری وجود داشته‌است؛ ظرافت بیش از حد در تکنیک ساخت و طرحهای زیبای منقش در بدنه سفال‌ها از ویژگی‌های بارز سفالینه‌های این منطقه است.

## ویژگی‌های طبیعی

### پوشش گیاهی و محصولات کشاورزی
به‌طور کلی پوشش گیاهی در استان قزوین به دو دسته جنگلی و مراتع تقسیم‌بندی می‌شود. منطقه رودبار و الموت عمده پوشش جنگلی استان را تشکیل می‌دهند و دشت قزوین نیز مهم‌ترین مرتع در سطح استان است. پوشش درختان در استان قزوین عبارت است از: درختان ارس، تنگس، زرشک، پلاخور، پسته وحشی (بنه) گردو، بلوط، زالزالک، سیاهتلو، بادام کوهی، اسور، یمیشان و اشکه. به غیر از موارد ذکر شده گیاهانی با مصارف دارویی و صنعتی نیز در استان وجود دارد که به شرح زیر است: گراس‌های یک ساله و چند ساله گون، گل گندم، مرغه، اسپند، ورک، تلخه بیان، شیرین بیان، خارشتر، انواع شکر تیغال، کنگر، کاسنی، شاه تره، درمنه، انواع آستر، گالوس (گون‌ها)، اکروپیروف‌ها، پوآکاکوتی، آویشن، گل گاوزبان، آرتمیز، گیاه شور، گز، جارو قزوینی، چمن، جغجغه، کلاه میر حسین، یونجه یک ساله، ریش بزی و علف باغی.

### گونه‌های جانوری
از جمله گونه‌های جانوری موجود در دشت قزوین می‌توان به آهوی ایرانی، سیاه گوش، گربه جنگلی، گربه وحشی و انواع پرندگان آبریزی و مهاجر اشاره کرد.